# Klebelsberg-díj
A Klebelsberg-díj Klebelsberg Kuno egykori kultuszminiszter emlékére 1935 után alapított
díj volt. Ma is létezik Klebelsberg-díj, sőt,  a Pesthidegkúti Városrészi Önkormányzat is adományoz ilyen nevű díjat.

## Az eredeti Klebelsberg-díj díjazottjai
- Farkas Ferenc (1936)
- Kontuly Béla (1936)

## A mai Klebelsberg-díj
- Péter László (2001)
- Makk Ferenc (2005)[1]
- Mader Béla (2007)

## A pesthidegkúti Klebelsberg-díj
A Pesthidegkúti Városrészi Önkormányzat (VÖK) 1992. októberében egyhangúlag döntött Klebelsberg-díj megalapításáról.
A díjazottak:
1992
- Toperczer Oszkár – helytörténész, a Barangolások Pesthidegkúton című könyv szerzője

1993
- Pokorny József – a Hidegkúti Sportclub (HSC) elnöke

1994
- Bartha Gábor – a Hidegkúti Hírek szerkesztő munkatársa;
- Oláh János – a Hidegkúti Hírek szerkesztő munkatársa;
- Pavetits Krisztina – a Hidegkúti Hírek szerkesztő munkatársa;
- Római Róbert – a Hidegkúti Hírek szerkesztő munkatársa

1995
- Thalwieser Katalin – tanítónő

1996
- Helter Ferencné – a Pesthidegkúti Nyugdíjas klub vezetőségi tagja

1997
- Hidegkúti Katalin – a Hidegkúti Hírek szerkesztő munkatársa;
- Szegi Antalné – a Remetekertvárosi Általános Iskola tanára

1998
- Seidl Ágoston – az Ökumenikus Általános Iskola alapítója, az iskolaszék elnöke

1999
- Bognár Lajos atya – Ófalu és Széphalom plébánosa

2000
- Töreki Ferenc – grafikusművész;
- Tulipán Károlyné – szociális gondozó, a Máriaremetei Kisboldogasszony Bazilika Karitász Csoportjának vezetője

2001
- Ferencz Éva – énekes, előadóművész;
- Plánkné Jekli Csilla – tanítónő

2002
- Schéner Mihály – Kossuth-díjas festőművész

2003
- nincs információ

2004
- Csere István – az Ökumenikus Általános Iskola igazgatója;
- Kékesi Szabolcs – a Klebelsberg Kuno Általános Iskola és Gimnázium tanára

2005
- Mészáros Istvánné és a Don Bosco Nővérek Szent Család Óvoda testülete és vezetője

2006
- Jablonkay Gábor – a Pesthidegkúti Polgári Körök Szövetségének elnöke;
- Kiss Zenede – Alapfokú Művészeti Iskola elnöke

2007
- Esterházy László atya – pápai káplán, címzetes prépost, a Máriaremetei Kisboldogasszony Bazilika esperes plébánosa

2008
- Cseke Péter – színművész, a Polgárok Pesthidegkútért Egyesület elnöke

2009
- Bődey Katalin és
- Bődey Sándor – a Máriaremetei Bazilika Templomkerti esték című jótékonysági előadás-sorozat szervezői;
- Roll Dance Budapest Kerekesszékes Kombi táncegyüttes tagjai – Pool and Roll Sport Egyesület tagjaként

2013
- Korényi Zoltán